# سیارک ۳۴۱۸
سیارک ۳۴۱۸ (به انگلیسی: 3418 Izvekov، نامگذاری:1973QZ1) سه هزار و چهارصد و هجدهمین سیارک کشف شده‌است که در ۳۱ اوت ۱۹۷۳ کشف شد.
قدر مطلق سیارک برابر ۱۱٫۸۰ است.